# Franco Donna
Franco Donna (22 agosto 1943) è un ex tiratore a segno italiano.

## Biografia
Franco Donna è stato medaglia d'oro ai Mondiali di Phoenix, insieme a Giuseppe De Chirico, Luigi Testarmata e Walter Frescura.
Nel 1969 è stato Medaglia d'oro CONI primatista mondiale nella carabina standard 60 colpi ed ha vinto il titolo europeo individuale per la categoria tre posizioni.

## Palmarès

### Campionati mondiali
- 1 medaglia:
  - 1 oro (Carabina 50 m a terra a squadre a Phoenix 1970)